# 拉萨罗·雷诺索
拉萨罗·雷诺索（西班牙語：Lázaro Reinoso，1969年12月9日—），古巴男子摔跤运动员。他曾代表古巴参加1992年夏季奥林匹克运动会摔跤比赛，获得一枚铜牌。他也曾参加1991年泛美运动会。